# Сладкая жизнь (альбом)
«Сладкая жизнь» — третий студийный альбом российского дуэта IC3PEAK, выпущенный 3 ноября 2017 года на лейбле IC3PEAK. Первый русскоязычный альбом дуэта, в котором присутствует песня с участием Boulevard Depo. На трек «Грустная сука» был выпущен видеоклип.
С выходом этого альбома изменилась и стилистика дуэта, приблизившись по звучанию к трэпу и современному хип-хопу. Рецензент Colta.ru Сергей Мезенов отметил, что «альбом, местами уверенно выступающий в качестве адекватного отечественного ответа Gazelle Twin, другими местами напоминает скорее какого-нибудь Bumble Beezy». Порталы The Flow и Buro 24/7 включили альбом в свои списки лучших альбомов 2017 года. По итогам голосования читателей портала The Flow «Cладкая жизнь» был назван лучшим электронным альбомом года.

## О процессе записи альбома
«Мы восемь месяцев снимали дом в дальнем Подмосковье. Дом, на фоне которого мы стоим на обложке альбома — это и правда дом, в котором мы сейчас живем и делаем музыку. У нас из окна вид на сосновый бор, а ещё очень классные соседи, которые кормят нас шашлыком. А когда собираешься ехать на вечернику, чтобы дойти до такси, приходится надевать бахилы на белые кроссовочки, потому что дороги у нас деревенские. Вокруг особо ничего нету, только алкоголики и мамочки с детьми. Вылезать в это все, конечно, не хочется — это помогает сосредоточится на музыке и других задачах, ничего не отвлекает. Плюс природа вокруг — наверное, отчасти именно поэтому альбом получился на русском языке. Вокруг одна Россия без прикрас» — IC3PEAK

### Почему вдруг группа решила запеть по-русски?
«В предыдущих альбомах тексты были на английском, это делало их доступными и понятными worldwide. В то же время это давало возможность высказываться на какие угодно темы без последствий. Тексты альбома „Сладкая Жизнь“ — очень личные, но касаются каждого. Это диалог со своим поколением без языкового барьера и какой-либо дистанции»

## Список композиций
| №  | Название                               | Длительность |
| -- | -------------------------------------- | ------------ |
| 1. | «Грёзы»                                | 1:44         |
| 2. | «Грустная сука»                        | 3:19         |
| 3. | «Пламя»                                | 3:54         |
| 4. | «Зеркало» (при участии Boulevard Depo) | 3:56         |
| 5. | «Pain»                                 | 3:30         |
| 6. | «Разобьюсь»                            | 3:14         |
| 7. | «Малыш»                                | 3:16         |
| 8. | «Яд»                                   | 2:58         |
| 9. | «Вечная жизнь»                         | 3:17         |

## Состав записи
- Анастасия Креслина — вокал, основной исполнитель (1-9 треки)
- Boulevard Depo — вокал, приглашенный исполнитель (4 трек)